# Braun Strowman

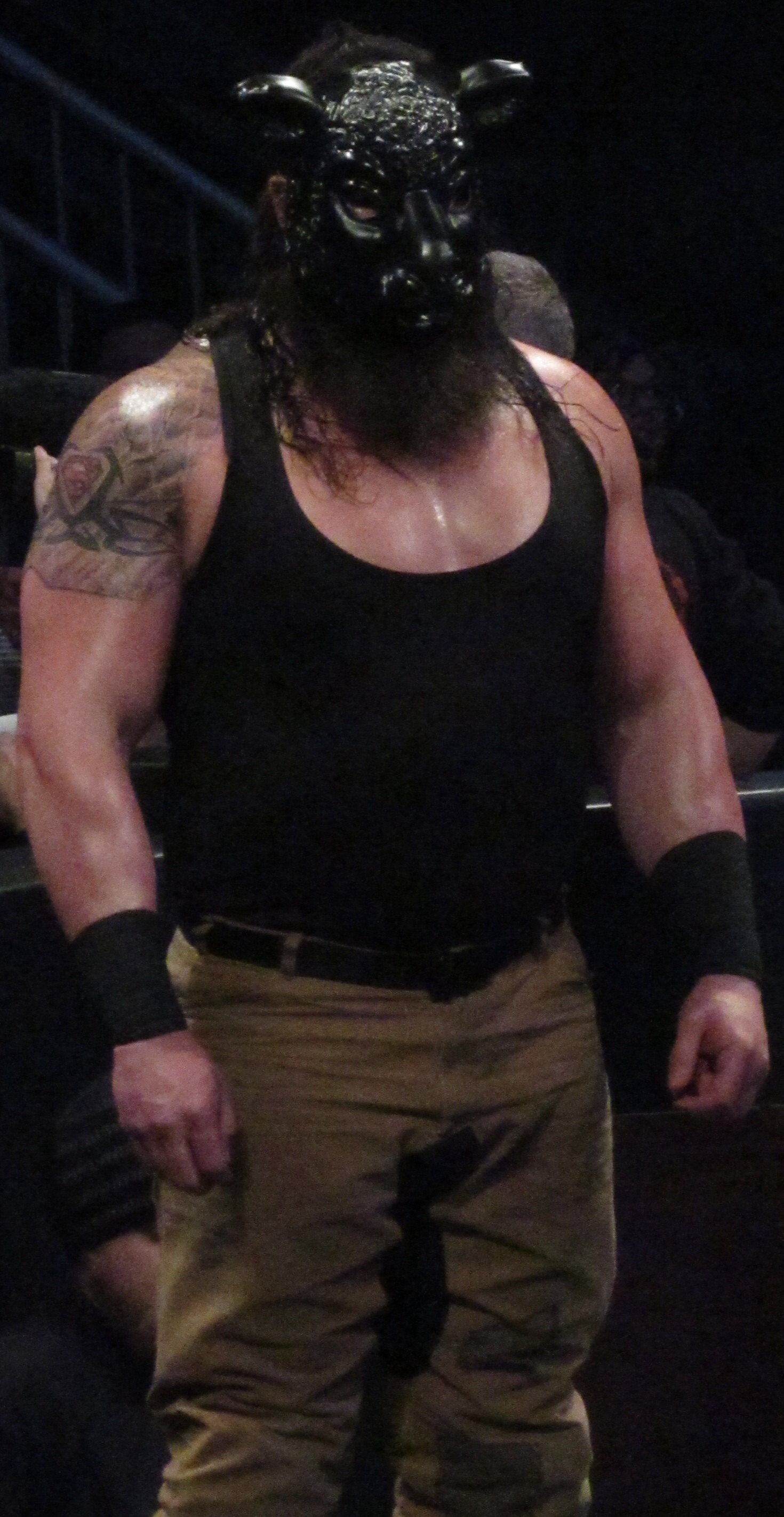
Braun Strowman, a fekete bárány

Adam Scherr, ismertebb nevén Braun Strowman (Orlando, 1983. szeptember 6. –) amerikai pankrátor, színész. Jelenleg a WWE-vel áll szerződésben. Egyszeres Tag Team bajnok, 2018-ban pedig megnyerte a Money in the Bank nevű rendezvényt. 2020-ban a WrestleMania 36-on legyőzte Goldberget, így ő lett az új Universal Champion.

## Profi pankrátor karrier
2015. augusztus 24-én, Braun Strowman néven debütált a RAW-on Dean Ambrose és Roman Reigns megtámadásával, a Wyatt család legújabb tagjaként, Bray Wyatt és Luke Harper mellett. Strowman első televíziós versenyét augusztus 31-i RAW epizódjában nyerte meg, amikor diszkvalifikációval legyőzte Ambrose-t. Strowman első WWE PPV rendezvénye szeptember 20-án a "bajnokok éjszakán" volt, ahol a Wyatt család legyőzte Ambrose-t, Reigns-ot és Chris Jerichot egy hatemberes tag-team meccsen. A 2016-os "WWE Draft" alkalmával Strowman a Raw márkához került, míg csapattársai Bray Wyatt és Erick Rowan a SmackDown-ba. Ez szétválasztotta a Wyatt családot, és Strowman elkezdte önálló karrierjét.

## Eredményei
WWE
- WWE Raw Tag Team Bajnok (1x) – Csapattársa: Nicholas
- Money in the Bank  győzelem (2018)
- Az Év férfi Szupersztárja (2018)
- WWE Universal Champion (1x)
- WWE Intercontinental Champion (1)

## Bevonuló zenéi
- CFO$ - I Am Stronger

## Fordítás
- Ez a szócikk részben vagy egészben  a   Braun Strowman című angol Wikipédia-szócikk fordításán alapul.  Az eredeti cikk szerkesztőit annak laptörténete sorolja fel. Ez a jelzés csupán a megfogalmazás eredetét és a szerzői jogokat jelzi, nem szolgál a cikkben szereplő információk forrásmegjelöléseként.